# Nekrolog 1619
Nekrolog
◄◄
| ◄
| 1615
| 1616
| 1617
| 1618
| 1619 | 1620 | 1621 | 1622 | 1623 | ► | ►►
Weitere Ereignisse | Allgemeiner Nekrolog 1619
Die Beschreibung der verstorbenen Person sollte so kurz wie möglich gehalten sein und nur deren signifikante Tätigkeit(en) enthalten.
Neue Namen ggf. auch unter dem Geburts- und Sterbedatum, also etwa unter 1. Januar und im Geburts- und Sterbejahr (2024) eintragen (nur bei entsprechender großer Wichtigkeit). Für Beispiele siehe die schon vorhandenen Artikel.
Außerdem über die fünf zuletzt Verstorbenen, zu denen es einen ausreichend guten Artikel für eine Präsentation auf der Hauptseite gibt, nach der todesbedingten Überarbeitung der Artikel ggf. auch unter Wikipedia Diskussion:Hauptseite informieren und sie am besten auch in den anderen Wikipedia-Sprachversionen eintragen. Tipp: Regelmäßig bei news.google.de nach „ist tot“, „gestorben“ oder „verstorben“ suchen.
Wenn eine Person gestorben ist, gibt es viele Seiten zu dieser Person in der Wikipedia, die davon auch betroffen sind und entsprechend aktualisiert werden müssen. Beispiele: Namenübersichtsseite, Geburtsjahr, Geburtsort-Seiten und viele mehr.
Wie finde ich die betroffenen Seiten?
Im Suchfeld auf der linken Seite gibt man den Suchbegriff so ein: „Vorname Nachname“. Dann klickt man auf Volltext und alle Seiten mit entsprechendem Suchtext werden aufgerufen. Hier sieht man dann schnell, wo auch das Todesjahr Sinn macht oder sogar ein Teil des Artikels angepasst werden muss. Auch hilft das „Werkzeug“ auf der linken Seite sehr gut, um solche Seiten aufzufinden: „Links auf diese Seite“. Somit ist die Wikipedia wieder aktuell in allen Bereichen! Hinweis: bei Eintragung der Kategorie „Gestorben JAHR“ wird der Missbrauchsfilter 49 ausgelöst, was jedoch nicht schlimm ist. Siehe: Spezial:Missbrauchsfilter/49
Dies ist eine Liste von im Jahr 1619 verstorbenen bekannten Persönlichkeiten. Die Einträge erfolgen innerhalb der einzelnen Daten alphabetisch sortiert. Tiere sind im Nekrolog für Tiere zu finden.

## Januar
| Tag        | Name                           | Beruf, bekannt als                                                                | Alter | Beleg |
| ---------- | ------------------------------ | --------------------------------------------------------------------------------- | ----- | ----- |
| 1. Januar  | Hektor von Kotzau              | Domherr von Bamberg und Würzburg, Geheimer Rat, Apostolischer Protonotar          | 41    |       |
| 7. Januar  | Nicholas Hilliard              | englischer Miniaturenmaler und Siegelschneider                                    |       |       |
| 11. Januar | Diane de France                | Herzogin von Angoulême, uneheliche Tochter des französischen Königs Heinrich II.  | 80    |       |
| 20. Januar | Éléonore de Bourbon            | Tochter von Henri I. de Bourbon und seiner zweiten Frau Charlotte de la Trémoille | 31    |       |
| 24. Januar | Henry Brooke, 11. Baron Cobham | englischer Adliger und Politiker                                                  | 54    |       |
| 29. Januar | Daniel Bacheler                | englischer Barockkomponist und Lautenist                                          | 46    |       |

## Februar
| Tag         | Name                 | Beruf, bekannt als                              | Alter | Beleg |
| ----------- | -------------------- | ----------------------------------------------- | ----- | ----- |
| 9. Februar  | Lucilio Vanini       | italienischer Philosoph                         |       |       |
| 12. Februar | Pierre de Larivey    | französischer Dramatiker                        | 77    |       |
| 25. Februar | Georg von Schoenaich | deutscher Humanist und Förderer der Reformation | 61    |       |

## März
| Tag      | Name                            | Beruf, bekannt als                                                                                   | Alter | Beleg |
| -------- | ------------------------------- | --- | ----- | ----- |
| 2. März  | Anna von Dänemark               | Königsgemahlin von England und Schottland                                                            | 44    |       |
| 3. März  | Shlomo Ephraim Luntschitz       | jüdischer Rabbi, Dichter und Kommentator der Torah                                                   |       |       |
| 8. März  | Veit Bach                       | deutscher Musiker, musikalischer Urahn der deutschen Musikerfamilie Bach                             |       |       |
| 13. März | Richard Burbage                 | englischer Schauspieler und Theaterbesitzer                                                          |       |       |
| 19. März | Heinrich Grünfeld               | deutscher Jurist, Hochschullehrer und Berater von Herzog Heinrich Julius (Braunschweig-Wolfenbüttel) | 67    |       |
| 20. März | Matthias                        | Kaiser des Heiligen Römischen Reichs                                                                 | 62    |       |
| 23. März | Georg Gotthart                  | Eisenkrämer und Dichter, Verfasser von drei Spielen                                                  |       |       |
| 24. März | Robert Rich, 1. Earl of Warwick | englischer Adeliger                                                                                  | 59    |       |
| 25. März | Oswald Hilliger                 | deutscher Rechtswissenschaftler                                                                      | 35    |       |
| 28. März | Daniel Soreau                   | deutscher Stilllebenmaler                                                                            |       |       |
| 30. März | Henricus Sommalius              | katholischer Theologe                                                                                |       |       |

## April
| Tag       | Name           | Beruf, bekannt als                                                                       | Alter | Beleg |
| --------- | -------------- | ---------------------------------------------------------------------------------------- | ----- | ----- |
| 16. April | Denys Calvaert | niederländischer Maler                                                                   |       |       |
| 17. April | Galenus Weyer  | Mediziner und Leibarzt zweier Herzöge von Jülich-Kleve-Berg und eines Trieres Kurfürsten |       |       |

## Mai
| Tag     | Name                     | Beruf, bekannt als                            | Alter | Beleg |
| ------- | ------------------------ | --------------------------------------------- | ----- | ----- |
| 13. Mai | Johan van Oldenbarnevelt | niederländischer Staatsmann und Diplomat      | 71    |       |
| 14. Mai | Agostinho da Cruz        | portugiesischer geistlicher Lyriker und Mönch | 79    |       |
| 21. Mai | Girolamo Fabrizio        | Anatom und Begründer der modernen Embryologie |       |       |

## Juni
| Tag      | Name                         | Beruf, bekannt als                                                                            | Alter | Beleg |
| -------- | ---------------------------- | --------------------------------------------------------------------------------------------- | ----- | ----- |
| 2. Juni  | Adolph Wolff von Metternich  | deutscher Adeliger, Domherr im Bistum Speyer und Hofmeister des Herzogs Wilhelm V. von Bayern |       |       |
| 12. Juni | Bernhard Hilz                | Benediktiner und Abt der Abtei Niederaltaich                                                  |       |       |
| 14. Juni | Metello Bichi                | italienischer Kardinal und Erzbischof                                                         |       |       |
| 21. Juni | Friedrich II. von Schaesberg | Adeliger                                                                                      |       |       |

## Juli
| Tag      | Name                    | Beruf, bekannt als                                                             | Alter | Beleg |
| -------- | ----------------------- | ------------------------------------------------------------------------------ | ----- | ----- |
| 1. Juli  | Valentin Leucht         | deutscher katholischer Priester, Theologe und Autor, kaiserlicher Hofpfalzgraf |       |       |
| 2. Juli  | Franz II.               | Herzog von Sachsen-Lauenburg (1581–1619)                                       | 71    |       |
| 2. Juli  | Kaspar Gallati          | Schweizer Soldat                                                               |       |       |
| 12. Juli | Olivier de Serres       | französischer Autor, Bodenkundler, Agronom und Agrarreformer                   |       |       |
| 20. Juli | Virgil Pingitzer        | deutsch-österreichischer Rechtswissenschaftler                                 | 77    |       |
| 22. Juli | Laurentius von Brindisi | italienischer Theologe                                                         | 60    |       |

## August
| Tag        | Name                                      | Beruf, bekannt als                                     | Alter | Beleg |
| ---------- | ----------------------------------------- | ------------------------------------------------------ | ----- | ----- |
| 2. August  | Christoph von Rappe                       | preußischer Kanzler                                    | 52    |       |
| 3. August  | Dorothy Percy, Countess of Northumberland | englische Gräfin                                       |       |       |
| 10. August | Johann Lüneburg                           | Ratsherr der Hansestadt Lübeck                         |       |       |
| 18. August | Dorothea Meermann                         | Opfer der Hexenprozesse in Bernau                      |       |       |
| 29. August | Ferdinando Taverna                        | römisch-katholischer Kardinal sowie Bischof von Novara |       |       |

## September
| Tag          | Name                                  | Beruf, bekannt als                                                     | Alter | Beleg |
| ------------ | ------------------------------------- | ---------------------------------------------------------------------- | ----- | ----- |
| 6. September | Melchior Schramm                      | deutscher Organist und Komponist                                       |       |       |
| 7. September | Marko von Križevci                    | kroatischer Heiliger und Priester                                      |       |       |
| 7. September | Johann Matthäus Wacker von Wackenfels | Berater und Jurist                                                     |       |       |
| September    | Hans Lipperhey                        | deutsch-niederländischer Brillenmacher und der Erfinder der Fernrohres |       |       |

## Oktober
| Tag         | Name                         | Beruf, bekannt als                                | Alter | Beleg |
| ----------- | ---------------------------- | ------------------------------------------------- | ----- | ----- |
| 2. Oktober  | Daniel Hänichen              | deutscher Lehrer und Theologe                     | 53    |       |
| 5. Oktober  | Konrad Schlüsselburg         | deutscher evangelischer Theologe und Historiker   | 76    |       |
| 7. Oktober  | Francesco Vendramin          | italienischer Bischof, Kardinal und Patriarch     | 63    |       |
| 9. Oktober  | Markus Sittikus von Hohenems | Fürsterzbischof von Salzburg                      |       |       |
| 14. Oktober | Samuel Daniel                | englischer Schriftsteller                         |       |       |
| 20. Oktober | Gideon Bacher                | deutscher Architekt und Festungsbauer             | 53    |       |
| 22. Oktober | Matthias Hafenreffer         | deutscher lutherischer Theologe                   | 58    |       |
| 25. Oktober | Anton II.                    | deutscher Adliger, Graf von Oldenburg-Delmenhorst | 69    |       |
| 28. Oktober | Hans Antoni Linden           | Gold- und Silberschmied                           |       |       |
| Oktober     | Marx Sittich von Wolkenstein | tiroler Chronist                                  | 56    |       |

## November
| Tag          | Name                   | Beruf, bekannt als                                              | Alter | Beleg |
| ------------ | ---------------------- | --------------------------------------------------------------- | ----- | ----- |
| 1. November  | Franciscus Knockert    | deutscher Jurist und Ratssekretär der Hansestadt Lübeck         |       |       |
| 11. November | Kaspar Bolen           | deutscher Mönch                                                 |       |       |
| 11. November | Leopold Hackelmann     | deutscher Jurist                                                |       |       |
| 13. November | Lodovico Carracci      | italienischer Maler                                             | 64    |       |
| 13. November | Philipp von Pappenheim | führte den calvinistischen Glauben in Grönenbach ein            | 76    |       |
| 21. November | Hieronymus Wierix      | südflämischer Kupferstecher und Zeichner                        |       |       |
| November     | Jonas Wolf             | deutscher Bildhauer der Renaissance in Bückeburg und Hildesheim |       |       |

## Dezember
| Tag          | Name       | Beruf, bekannt als                                                     | Alter | Beleg |
| ------------ | ---------- | ---------------------------------------------------------------------- | ----- | ----- |
| 31. Dezember | Simon Sten | deutscher Pädagoge, Philologe, Historiker und Literaturwissenschaftler |       |       |

## Datum unbekannt
| Tag | Name                         | Beruf, bekannt als                                                  | Alter | Beleg |
| --- | ---------------------------- | ------------------------------------------------------------------- | ----- | ----- |
|     | François d’Amboise           | französischer Schriftsteller                                        |       |       |
|     | Martin Fréminet              | französischer Maler und Graphiker                                   |       |       |
|     | Fujiwara Seika               | neokonfuzianischer Philosoph der Momoyama-Zeit                      |       |       |
|     | Shabbethai Sheftel Horowitz  | kabbalistischer Rabbiner                                            |       |       |
|     | Onorio Longhi                | italienischer Architekt                                             |       |       |
|     | Natale Masuccio              | italienischer Architekt des Barock                                  |       |       |
|     | Lekë Matrënga                | griechisch-katholischer Geistlicher albanischer Herkunft            |       |       |
|     | Magnus Pegel                 | deutscher Arzt und Mathematiker                                     |       |       |
|     | Ginés Pérez de Hita          | spanischer Schriftsteller                                           |       |       |
|     | Gabriel Rollenhagen          | deutscher und lateinischer Dichter, Schriftsteller und Emblematiker |       |       |
|     | Fernando Talaverano Gallegos | spanischer Jurist, vorübergehend Gouverneur von Chile               |       |       |
|     | Francis Tregian              | englischer Komponist                                                |       |       |
|     | Rajna Wischnewezka           | ukrainische Mäzenin                                                 |       |       |